# Steve Railsback

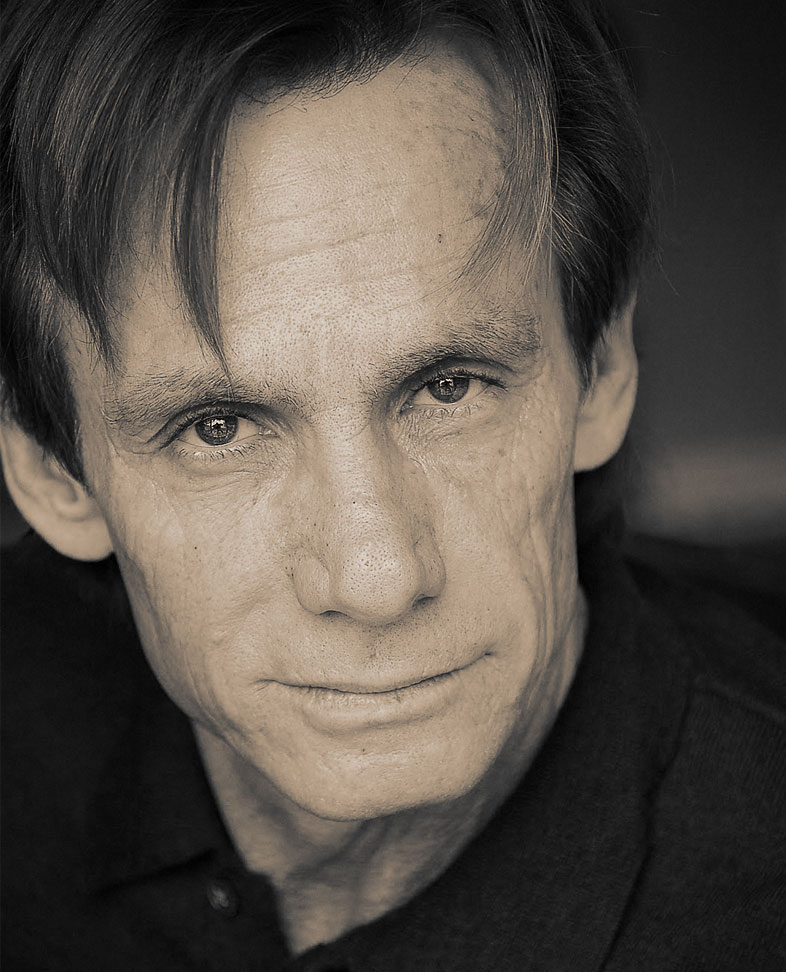
Steve Railsback

Steve Railsback, född 16 november 1948 i Dallas, Texas, är en amerikansk skådespelare.
Hans filmdebut var i Elia Kazans Besökarna (1972) och hans genombrottsroll var som Charles Manson i TV-filmen Helter Skelter (1976). 2000 spelade han en annan känd mördare, Ed Gein i filmen In the Light of the Moon. Han har även medverkat bland annat i Stuntmannen (1980), Rymdens vampyrer (1985), Barb Wire (1996) och The Devil's Rejects (2005).